# Етмуткатлы
Етмуткатлы — отдельные дворы с. Кенхи Шаройском районе Чеченской Республики. Ныне квартал (офиц.: отдельные дворы) села Кенхи.

## География
Село расположено на правом берегу реки Чадыри.
Ближайшие сёла: на севере — Кенхи, на северо-востоке — Кабардатлы, на востоке — Бицухе, на западе — Анны.

## История
29 мая 2002 года боевые вертолеты Ми-24 уничтожили караван боевиков численностью до 10 человек в районе чеченского селения Етмуткатлы которое расположено вблизи границы с Дагестаном.